# Neverwinter Nights 2: Mask of the Betrayer
Neverwinter Nights 2: Mask of the Betrayer è un videogioco di ruolo sviluppato da Obsidian Entertainment e pubblicato da Atari nel 2007 per Microsoft Windows. Si tratta di un'espansione per Neverwinter Nights 2, di cui prosegue la storia.

## Campagna ufficiale
La storia di Mask of the Betrayer inizia subito dopo la fine di Neverwinter Nights 2, di cui è la diretta continuazione. La campagna principale si svolge nel Rashemen, a nord del Thay, nell'estremità orientale del Faerûn.
Il protagonista, sopravvissuto alla distruzione della dimora del Re delle Ombre, si risveglia in una grotta a centinaia di miglia ad est della Costa della Spada; scoprirà così di essere affetto dalla Maledizione del Divoratore di Spiriti, che lo porta ad essere costretto, per sopravvivere, a uccidere in modo particolarmente malvagio gli spiriti, entità sacre nel Rashemen, per cibarsi della loro forza vitale. Procedendo nell'avventura, il personaggio impara a controllare sempre meglio la maledizione, o a dirigerla su altri bersagli, scoprendo passo per passo il motivo per cui è divenuto bersaglio della maledizione e cosa si cela dietro ad essa.
Anche in questo capitolo il giocatore sarà costretto, soprattutto nella parte finale della campagna, a prendere delle decisioni che cambieranno non solo la vita dei protagonisti, ma anche il destino del mondo dei Forgotten Realms.

## Nuovi aspetti introdotti nel gioco

### Livelli epici
La campagna di Mask of the Betrayer è un'avventura per personaggi di livello epico, quindi con poteri superiore alla norma.
Per la campagna ufficiale dell'espansione il giocatore può importare il suo personaggio da NWN2 o crearne uno nuovo, e se il livello del personaggio è minore di 18 all'inizio del gioco, il personaggio verrà portato automaticamente al livello 18.

### Nuove razze
Sono state introdotte alcune razze che non erano presenti in Neverwinter Nights 2. Le razze introdotte sono:
- Genasi (umani con sangue di elementale)
  - Genasi del fuoco
  - Genasi dell'acqua
  - Genasi dell'aria
  - Genasi della terra
- Mezzi-drow
- Elfi selvaggi

### Nuove classi
Sono state aggiunte anche delle classi non presenti nel precedente videogioco, ovvero:
- Classi base:
  - Anima prescelta
  - Sciamano degli spiriti
- Classi di prestigio
  - Erudito arcano di Candlekeep
  - Lama invisibile
  - Pugno sacro
  - Mago Rosso
  - Signore delle tempeste